# ロスト プラネット バウンドレイブン
『ロスト プラネット バウンドレイブン』（LOST PLANET BOUND RAVEN）は、アスキー・メディアワークスのゲーム雑誌『電撃ゲームス』に連載されていた漫画作品で、カプコンのゲームソフト『ロスト プラネット エクストリーム コンディション』と『ロスト プラネット 2』の間が物語られた。

## ストーリー
惑星EDN-3rdで傭兵（レイブン）として生きる主人公の「ニーナ」に背負わされた数奇な運命を、仲間達と共に厳しい環境の中でも生き抜こうとする意志や、重火器や近未来ロボット兵器のVS（バイタルスーツ）を駆使した奮戦、敵となる地球外生命のエイクリッド等の敵に立ち向かう活躍の中から描いていく。

## 登場人物
ニーナ
本作の主人公且つヒロイン。